# 알라딘 (디즈니)
알라딘(Aladdin)은 월트 디즈니 픽처스의 캐릭터이자 작품 타이틀이다. 1992년 애니메이션 영화 《알라딘》에서 첫 등장했다. 론 클레먼츠와 존 머스커가 창작했다.

## 출연 작품

### 애니메이션
- 《알라딘》 (1992)
- 《자파의 귀환》 (1994)
- 《알라딘》 (1994-96)
- 《알라딘과 도적의 왕》 (1996)

### 실사 작품
- 《알라딘》 (2019)